# Марлен (фильм)
«Марлен» (англ. Marlene) — документальный фильм Максимилиана Шелла о знаменитой певице и актрисе Марлен Дитрих.

## Описание
Марлен Дитрих и Максимилиан Шелл познакомились в 1961 году на съёмках драмы «Нюрнбергский процесс». После того, как в 1975 году во время гастролей в Австралии актриса в результате несчастного случая сломала шейку бедра, она прекратила всяческие публичные появления и уединилась в своей парижской квартире на авеню Монтень. 
Шелл в течение многих лет пытался убедить Дитрих принять участие в документальном фильме о её жизни, но актриса каждый раз отказывалась. В 1982 году она всё же дала своё согласие, но при условии, что сама в кадре не появится. В итоге Шелл создал документальный фильм, представляющий собой аудио-интервью между ним самим и Марлен Дитрих, а также содержащий комментарии актрисы к кинохронике кадров её жизни и карьеры. В ходе интервью актриса часто игнорировала вопросы Шелла, делая при этом едкие комментарии.
В 1986 году фильм был номинирован на премию «Оскар» как лучший документальный фильм, а также удостоился премий Нью-йоркских кинокритиков, Национального сообщества кинокритиков США и Общества кинокритиков Бостона.